# Микулин, Александр Александрович
Алекса́ндр Алекса́ндрович Мику́лин (2 [14] февраля 1895, Владимир — 13 мая 1985, Москва) — советский учёный, конструктор, специалист в области авиационных двигателей. Кандидат технических наук. Академик АН СССР. Главный конструктор ОКБ ЦИАМ, ОКБ завода № 24, ОКБ завода № 300. Герой Социалистического Труда. Лауреат четырёх Сталинских премий. Генерал-майор инженерно-авиационной службы. Создал первый советский самолётный поршневой двигатель с водяным охлаждением Микулин АМ-34 и Микулин АМ-3 — турбореактивный двигатель для первого советского реактивного авиалайнера Ту-104.
Разработчик оригинальной системы активного долголетия.

## Биография
Родился 2 (14) февраля 1895 года во Владимире в семье инженера-механика. Ещё будучи гимназистом, Микулин присутствовал на показательном полете авиатора Сергея Уточкина, и после того, как в полете мотор самолета Уточкина отказал из-за отказа магнето (Уточкин сумел благополучно посадить самолет), Микулин предложил Уточкину поставить на его самолете два магнето для надежности. Уточкин так и сделал, полеты пошли успешнее, и Уточкин после каждого показательного полета высылал Микулину 10 рублей.
В 1912 году Александр поступил в Киевский политехнический институт, где слушает лекции «отца русской авиации» Н. Е. Жуковского, которому Микулин приходился племянником по материнской линии. Там же он самостоятельно строит свой первый одноцилиндровый поршневой двигатель. Из-за недостатка средств Микулин не смог завершить обучение. Он поступает на Русско-Балтийский завод в Риге, где в то время пытались делать первые в Российской империи авиационные моторы, и работает сначала слесарем, формировщиком, а затем помощником начальника сборочного отделения. В 1914 году он стал студентом МВТУ, которое он, согласно официальной биографии, окончил в 1921 году, но при этом в целом ряде публикаций указывается, что первый и единственный диплом об окончании Военно-воздушной инженерной академии имени Жуковского был вручён на его 55-летие только в 1950 году в знак признания научных достижений.
С 1923 года работал в Научном автомоторном институте (с 1925 года главный конструктор), с 1930 года — в ЦИАМ, с 1936 года — на авиамоторном заводе № 24 имени М. В. Фрунзе.
В 1935—1955 годах преподавал в МВТУ и ВВИА. В начале 1930-х годов под руководством Микулина создан первый советский авиационный двигатель жидкостного охлаждения М-34, на базе которого в дальнейшем построен ряд двигателей различной мощности и назначения.
Двигателями типа М-34 (АМ-34) оснащались рекордные самолёты АНТ-25, бомбардировщики ТБ-3 и многие другие самолёты. Двигатель АМ-35А устанавливался на истребителях МиГ-1, МиГ-3, бомбардировщиках ТБ-7 (Пе-8).
Во время Великой Отечественной войны Микулин руководил созданием форсированных двигателей АМ-38Ф и АМ-42 для штурмовиков Ил-2 и Ил-10. В 1943—1955 годах Микулин — главный конструктор опытного авиамоторостроительного завода № 300 в Москве.
Под его руководством создан ряд ТРД различной тяги (в т. ч. двигатель АМ-3 для самолётов Ту-16 и Ту-104).
Двигатель АМ-3 имел рекордную тягу 8750 кг. Позже и самолёт Ту-16, и двигатель были модернизированы в первый пассажирский реактивный лайнер Ту-104. Микулин считал, что наиболее перспективными и экономичными являются малые реактивные двигатели. Таким был АМ-5 с тягой 2000 кг, который изготавливался серийно и использовался во всепогодном перехватчике Як-25. Малогабаритным реактивным двигателем АМ-9 с тягой 3250 кг был оснащён сверхзвуковой истребитель МиГ-19.
В 1955—1959 годах работал в лаборатории двигателей АН СССР. Член КПСС с 1954 года.
В 1959 году из-за проблем со здоровьем оставил работу и в дальнейшем занимался вопросами альтернативной медицины. Уже 9 января 1959 года сделал доклад «О роли ионов в жизни и долголетии людей» в Доме учёных АН СССР. Затем окончил медицинский институт и в 1976 году получил степень кандидата медицинских наук. После перенесённого инфаркта разработал оригинальную систему оздоровления, которую описал в книге Активное долголетие: (Моя система борьбы со старостью). В этой системе проводятся инженерные аналогии между строением человеческого тела и технических устройств, предложены остроумные способы ионизации воздуха, заземления человека и виброгимнастики.
А. А. Микулин умер 13 мая 1985 года в возрасте 90 лет. Похоронен в Москве на Новодевичьем кладбище (участок № 7).

## Семья
- Жена — Гарэн Константиновна Жуковская (6 [19] февраля 1912, Москва — 9 марта 2007, Москва) — советская актриса театра и кино.

## Двигатели
М-17, АМ-34, АМ-35, АМ-38, АМ-39, АМ-42, АМ-3.

## Награды и премии
- Герой Социалистического Труда (28 октября 1940) — за выдающиеся достижения в области создания новых типов вооружения, поднимающих оборонную мощь Советского Союза
- Сталинская премия I степени (14 марта 1941) — за разработку новой конструкции авиационного мотора
- Сталинская премия I степени (10 апреля 1942) — за разработку новой конструкции авиационного мотора
- Сталинская премия II степени (1943) — за усовершенствование авиационного мотора
- Сталинская премия II степени (1946) — за создание нового образца авиационного мотора и за коренное усовершенствование существующего авиамотора
- Орден Ленина (28 октября 1940) — за выдающиеся достижения в области создания новых типов вооружения, поднимающих оборонную мощь Советского Союза
- Орден Ленина (2 июля 1945)
- Орден Ленина (24 января 1947)
- орден Суворова I степени (16 сентября 1945) — за образцовое выполнение заданий Правительства по выпуску боевых самолетов, моторов, авиационных приборов, винтов и агрегатов самолетного и моторного оборудования в период Отечественной войны
- орден Суворова II степени (19 августа 1944)
- три ордена Трудового Красного Знамени (10 июля 1943; 10 июня 1945; 14 января 1975)
- орден Дружбы народов (14 февраля 1985)
- орден Красной Звезды (21 февраля 1933)
- орден «Знак Почёта» (13 августа 1936)
- медаль «За боевые заслуги» (5 ноября 1954)

## В культуре
Микулин (под именем «Алексей Николаевич Бережков») стал главным героем романа Александра Бека «Талант (Жизнь Бережкова)» (1956), по мотивам которого снят четырёхсерийный художественный фильм «Талант» (1977).
Его жизни посвящена художественно-документальная повесть Лазаря Лазарева «Взлёт» (М.: Профиздат, 1978).
Книга А. А. Микулина «Активное долголетие» крупным планом предстаёт перед зрителями советской комедии 1982 года «Чародеи» на 121-й минуте фильма. В этой сцене отрицательный персонаж, научный сотрудник Научного универсального института необыкновенных услуг (НУИНУ) Апполон Мирофанович Сатанеев всерьёз озабочен проблемой омоложения, используя для этого все имеющиеся подручные средства, включая эту книгу.

## Память
- На территории Открытого акционерного общества Авиамоторный научно-технический комплекс «Союз», на фасаде бывшего заводоуправления установлена мемориальная доска.
- В Самаре, по адресу улица Победы 22, его именем названа школа №166